# Стректово
Стректово — деревня в Гдовском районе Псковской области. Входит в состав муниципального образования сельское поселение Юшкинская волость.

## Население
Численность населения деревни по оценке на 2000 год составляет 7 человек.

## Инфраструктура
- Почтовое отделение

На расстоянии более 1,5 км к востоку от деревни пролегает автодорога Р60 Псков — Гдов.